# レーン最後の事件
『レーン最後の事件』（レーンさいごのじけん、Drury Lane's Last Case ）は、1933年に発表されたアメリカ合衆国の推理作家エラリー・クイーンの長編推理小説。
ドルリー・レーンを探偵役とする「悲劇」4部作の第4部。本作を含む4作品は「バーナビー・ロス」名義で発表された。

## あらすじ
サム警視と娘のペイシェンスは、博物館から失踪した警備員の行方を調査していた。その博物館から1冊の貴重な本が盗まれていたことが発覚するが、後日、表紙が切られた状態で返送されてくる。
ドルリー・レーンの推理により、表紙にはシェイクスピア直筆の手紙が隠されていたこと、本の窃盗犯の正体、警備員が監禁されている場所が次々と明らかになる。しかし、シェイクスピアの手紙が隠されていると思われる家で爆発が起き、その家の地下室から銃殺死体が発見される。
実はその銃殺死体は、シェイクスピアの手紙が処分されることを間一髪で防ぐためにレーンが取った行動の結果であった。ペイシェンスに自身の行為が見破られたことを悟ったレーンは、事の経緯をサム警視宛の手紙に書き残した上で自ら命を絶つ。

## 提示される謎
- 犯人の不可解な行動（四部作を通して、読者に明示された伏線）

## 作品の評価
- エラリー・クイーン・ファンクラブ会員40名の採点による「クイーン長編ランキング」では、本作品は15位となっている[1]。

## 日本語訳書
| 出版年月日    | タイトル                                               | 出版社     | 文庫名等                                                   | 訳者     | 巻末                        | ページ数 | ISBNコード        | カバーデザイン                                      | 備考           |
| ------------- | ------------------------------------------------------ | ---------- | ---------------------------------------------------------- | -------- | --------------------------- | -------- | ----------------- | --------------------------------------------------- | -------------- |
| 1936年        | 紙魚殺人事件                                           | 日本公論社 | 英・米探偵小説新傑作選集 第2                               | 伴大矩   |                             | 312      |                   |                                                     | [ 日本語訳 1 ] |
| 1936年        | 猟奇探偵 紙魚殺人事件                                  | 荻原星文館 |                                                            | 伴大矩   |                             |          |                   |                                                     | [ 日本語訳 1 ] |
| 1957年1月15日 | ドルリィ・レーン最後の事件                             | 早川書房   | 世界探偵小説全集 No.304 （現ハヤカワ・ポケット・ミステリ） | 砧一郎   | 編集部Ｍ                    | 351      |                   |                                                     |                |
| 1957年        | レーン最後の事件                                       | 東京創元社 | 世界推理小説全集 第39巻                                    | 鮎川信夫 |                             | 317      |                   |                                                     |                |
| 1959年11月8日 | レーン最後の事件                                       | 東京創元社 | 創元推理文庫104-4                                          | 鮎川信夫 | 中島河太郎                  | 404      | 978-4-488-10404-7 | 辰巳四郎 ほか                                       |                |
| 1961年        | 世界名作推理小説大系 別巻 第2 Zの悲劇 レーン最後の事件 | 東京創元社 | 世界名作推理小説大系                                       | 鮎川信夫 | 中島河太郎                  | 582      |                   |                                                     |                |
| 1964年        | 最後の悲劇                                             | 角川書店   | 角川文庫                                                   | 田村隆一 |                             | 400      | 978-4042507079    | 石岡瑛子ほか                                        | [ 日本語訳 2 ] |
| 1996年3月1日  | ドルリイ・レーン最後の事件                             | 早川書房   | ハヤカワ・ミステリ文庫 HM 2-45                             | 宇野利泰 | 新保博久 くいーんにゃく問答 | 494      | 978-4-150-70145-1 | カバーデザイン:スタジオ・ギヴ カバー写真:フォトニカ |                |
| 2011年9月23日 | レーン最後の事件                                       | 角川書店   | 角川文庫 ク19-4                                            | 越前敏弥 | 訳者あとがき                | 416      | 978-4-04-250718-5 | 國枝達也（角川書店装丁室）                          |                |